# Tanatra
Tanatra, eigentlich Gottesbund Tanatra (Loge), ist eine Religionsgemeinschaft, die aus der Lorberbewegung ab 1920 entstand. Sie wurde in den 1920er und 1930er Jahren auch als Heroldsbewegung bezeichnet, da ihr Gründer, der Kaufmann (nach anderen Angaben: Sattler) Ludwig Fedor Mühle, als „Herold“ des neuen Zeitalters verehrt wurde. Organ von Tanatra war die Monatsschrift Der Freitag, welche von 1930 bis 1934 eine Auflage von mehreren tausend Stück erreichte. Darüber hinaus wurden in den 1920er Jahren zahlreiche Offenbarungen ihres Gründers in Buchform veröffentlicht, die „als Kundgebungen Jesu und seiner Mutter [Maria] bezeichnet wurden“. Das stilisierte „Auge Gottes“ ist das Emblem Tanatras und wird seit 1925 von Anhängern Tanatras als Abzeichen getragen. Trotz der Verwendung des Begriffs Loge besteht keine Verbindung zur Freimaurerei.

## Geschichte
Nachdem 1920 ein erster Kreis um Fedor Mühle entstanden war, wurde der Gottesbund Tanatra offiziell 1923 gegründet. 1930 bekannten sich laut Mitgliederbuch etwa 5.000 Menschen zu Tanatra. Die meisten der 60 Mitgliedslogen befanden sich in Sachsen und Schlesien. In der Zeit des Nationalsozialismus wurde Tanatra am 30. Juli 1936 verboten. Fedor Mühle (geboren 29. Mai 1895 in Görlitz) kam am 18. November 1941 im Konzentrationslager Buchenwald ums Leben. Gründe für die Verfolgung waren die (fälschlich) nachgesagte Nähe zur Freimaurerbewegung und der vergleichsweise liberale Umgang mit Fragen der Sexualität. Der Gründer selbst war offen homosexuell.
1945 bis 1952 wurde Tanatra reorganisiert, erhielt aber unter anderem wegen des § 175 StGB keine erneute Zulassung von Seiten der DDR-Behörden als Religionsgemeinschaft. Heute befindet sich der Sitz des Gottesbundes in Oberbayern.

## Theologischer Hintergrund
Die Grundlage Tanatras ist ein von der Lorberbewegung geprägtes Christentum, welches theologisch nicht auf die Bibel beschränkt wird. Hermann Gunkel und Leopold Zscharnack schrieben hierzu: „Genannt sei hier die von der Zentralleitung in Bietigheim (Württ.) [gemeint ist der Lorber-Verlag] offenbar mit einem gewissen Mißtrauen verfolgten Heroldsbewegung“ (Tanatra-Loge) in Görlitz. Die Interessen der Gemeinschaft sind kosmischer (Bewohnbarkeit und Zustand der außerirdischen Weltkörper), vorweltlicher (Luzifers Sturz), theologischer (Jesus ist der Vatergott ...) Art."
Trotz dieses Misstrauen erschienen Leserbriefe der Tanatra-Anhänger in der Lorber-Zeitschrift Das Wort, wo der Görlitzer Heroldsbewegung (Tanatra) ausführlich Raum für eine Selbstdarstellung gegeben wurde. Dort heißt es unter anderem: „Im Zusammenschluss aller wahrheitssuchenden Menschen erstrebt der Gottesbund Tanatra sittliche und geistliche Veredlung der Menschen. Nächstenliebe, Duldsamkeit, Bescheidenheit und Mäßigkeit in allem ist das Ideal, das zu erreichen ist. Fest durchdrungen vom lebendigen Glauben an einen Vater-Gott, den Schöpfer Himmels und der Erde, an der Unsterblichkeit der Seele, ihr sofortiges Weiterleben nach dem Tode und ihr ewiges Vollendungsziel in Gott, betrachten die Heroldsanhänger alle Menschen als Brüder und Schwestern. (...) Das Wesentliche dieser Lehre ist die Liebe - (Liebe Gott über alles und deinen Nächsten wie dich selbst - in diesem einfachen und doch größten Gebote ist alles enthalten!) - und ferner der Glaube an einen lebendigen Gott, an das Bestehen des Menschen aus Körper, Seele und Geist; an eine Verbindung mit Gott durch fortdauernde, göttliche Offenbarung, an die Wiederkunft des Herrn und die Aufrichtung des tausendjährigen Friedensreiches u.s.f. Zu den erwähnten Aufklärungsabenden werden die durch Jakob Lorber kundgegebenen Schriften zugrunde gelegt, in welchen die wahre Gottes- und Liebeslehre so überaus herrlich geoffenbart ist.“
In den 1920er und 1930er Jahren war Tanatra stark durch eine Doppelmitgliedschaft der Tanatra-Anhänger in den evangelischen Kirchen geprägt. Neuoffenbarungen geschahen auch durch homosexuelle Medien, denen eine besondere Nähe zu Gott und dem Heiligen Geist nachgesagt wurde. Anders als oft dargestellt, waren die meisten Medien jedoch nicht homosexuell. Das letzte Medium, eine Frau Pr., starb 2005 in Görlitz, wo auch alle anderen Medien lebten. Zu den Lehren von Tanatra gehört die Reinkarnation (Seelenwanderung), jedoch weder ein verbindlicher Vegetarismus, noch der Pazifismus. Die Logen feierten keine Sakramente im üblichen Sinne (also keine Wassertaufen und kein Abendmahl). Carl Sonnenschein berichtet 1926 unter anderem zum Reinkarnationsglauben der Gruppe: „In Görlitz geht heute [eine] seltsame Sekte um. ‚Gottesbund Tanatra‘ heißt sie. Ein Sattler der Arnadefabrik Miehle [eine Koffer und Lederwarenfabrik] ist ihr „Herold“. In ihren Sitzungen beschwören sie die Geister. Ein paar Tausend Menschen hängen dem Zweiunddreißigjährigen an. Der sich für die Reinkarnation des Erzengels Michael hält. Aus dem Krieg hat er von der Westfront drei Messgewänder mitgebracht. Man sagt: auch eine konsekrierte Hostie. Im nächsten Jahre will er in die Peterskirche einziehen. Der Papst legt ihm dann seine Krone zu Füßen.“ Helmut Obst führt dazu noch aus: „Zu den Besonderheiten gehört hier [bei Tanatra], dass der in der Wiedergeburt mögliche Geschlechtertausch als Erklärung für gleichgeschlechtliche Liebe herangezogen wird. Diese versteht man nicht nur als Strafe, sondern auch als Chance und Aufgabe.“ Anschließend zitiert er aus einer Trancerede, die Fedor Mühle am 4. Juli 1924 gehalten hat: „So manches Rätsel wäre nun gelöst. Brüder und Schwestern, ihr wißt ja, daß ihr aus dem Jenseits kommt in einen Erdenkörper, der eine als Mann, der andere vielleicht als Frau, ein anderer vielleicht wieder in einer Mischform durch das Gesetz der Karmalehre, vielleicht durch das frühere Erdenleben, das sündhaft war, nun als Buße (...) als männliche Seele in einen weiblichen Körper einverleibt oder umgekehrt. Dieses wird euch heute klarer bei dem Augenblick der Erkenntnis, daß das eben so vor sich gehen muß, denn wo sollte eine Erlösung der anders gearteten Menschen vor sich gegangen sein, ist das doch nicht ein Auswuchs, ist das doch eine Zulassung Gottes und sogar eine berechtigte, große.“
In den späten 1920er Jahren, der Blütezeit der Gruppe, wurden abendliche „Waldandachten“ und öffentliche „Blumenfeste“ gefeiert. So existieren Postkarten, die das Blumenfest in der Stadthalle Görlitz zeigen, welches am 31. Juli 1927 begangen wurde. Als die Bewegung zunehmend an Mitglieder verlor und das letzte Medium (eine Frau Prosket) 2005 gestorben war, bot die Leitung in Görlitz um 2010 ihr Archiv mit einer Sammlung von mehr als 10.000 Trancereden dem Lorber-Verlag in Bietigheim (ehemals Neu-Salems-Verlag) an, der jedoch kein Interesse zeigte.